# Mikrotubulus
A mikrotubulusok a citoszkeleton (cytosceleton) legfőbb strukturális komponensei, melyek széles spektrumú funkcionalitással rendelkeznek elsősorban a sejtalak meghatározását, az osztódást, sejt szignalizációs folyamatokat és az intracelluláris transzport mechanizmusokat tekintve. Biológiai rendeltetésüket rendszerint polimerizációs dinamikájuk szabja meg. Polimerizációs alapegységeik az α- és β-tubulin dimerek. Elterjedtségük változékony, attól függően, hogy a test melyik sejtjében vizsgálják őket (epithelben 2–5%, az agyban már 20% körüli a részaránya az összfehérjeállományt tekintve).

## Szerkezete
Nagyon aktív dinamizmussal rendelkező sejtkompartmentek, mely szerkezeti sajátosságukból és poláris jellegükből következik. αβ dimerjeik polárisan rendeződnek és egy kezdeti protofilamentet képeznek. Az eukarióta sejtek többségénél 13 protofilament laterálisan egyesülve egy csőszerű vázat alkot, melynek átmérője 25 nm. Az αβ heterodimerek képződését polimerizációs sebesség jellemez, mely az ún. mínusz (–) végek esetében alacsonyabb, a plusz (+) végnél magasabb ütemet jelent. A mikrotubulusok keletkezése a sejtben a mikrotubulus organizáló centrumhoz (MTOC) kötődik, ami közvetlenül a nucleus közelében található és a mikrotubulus (–) vége ahhoz közelebb helyeződik.
Az αβ heterodimer – mint alegység – felépüléséhez energiát igényel, amely ebben az esetben GTP. A dimer α–alagységén a GTP a kötőhely lokalizációja miatt az nem lép reakcióba más dimerekkel. Ezzel ellentétben a másik alegység affinitása jóval magasabb, azaz a GDP–GTP átalakulás megkönnyített. Ezt nevezik E–felszínnek. A felszabaduló energia az αβ dimerek mikrotubulussá történő összeszerelődéséhez járul hozzá. Miután a mikrotubulus létrejött, a β–monomer szintén nem–kölcsönhatóvá válik ezzel relatív stabilitást kölcsönözve a kompartment számára.

### Dinamikus instabilitás
A biológiai szerepüket tehát polimerizációs készségük határozza meg, amelyet gyakran dinamikus instabilitásnak is hívnak. Ezt szabatosan úgy fogalmazzák meg, hogy akár növekedési, akár fogyási stádiumban vannak, sztochasztikusan állandóan a két fő állapot közt vannak jelen. A növekedésből fogyásba való folyamat végkimenetelét ’katasztrófának’ nevezik, az ezzel ellentétes folyamatot pedig ’mentés’ névvel illetik. Ha a nukleotid hidrolízis gyorsabban zajlik le, mint az alegységek addíciója, a GTP sapka leválik és a tubulus mérete lecsökken. Ugyanakkor a csökkenő véghez is adódhatnak GTP-alegységek, és ha elég gyorsan megy végbe ez, nem következik be katasztrófa, hanem növekedési vagy stagnálási állapotba kerül. Egy intakt mikrotubulusnál a protofilamentek tehát GDP-ből épülnek fel és lineáris konformációban teljesednek ki. A mikrotubulus végén ilyen esetben GTP sapka található. Ennek elvesztése könnyen előirányozza a GDP-tartalmú protofilamenteknek egy sokkal alacsonyabb energiaszintű állapotba történő degradációját. Számos paraméter felhasználható az összeszerelődés dinamizmusának leírására, mint a növekedési ütem, tranzíciós frekvencia egyik állapotból a másikba, mentés frekvencia, csillapodási állapot időtartama. Ezek a dinamikus instabilitási jellemzők közös névvel dinamicitásnak is hívhatók, amelyek a dimerek kicserélődési folyamatát jellemzik. Ezek a dinamikus sajátságok létfontosságúak a sejtszintű folyamatok támogatásához, mint a mikrotubuláris hálózat átszerveződése morfológiai változások vagy mitózis esetén. Például a mitózisban közreműködő tubulusok 10–100-szorosan túlszárnyalják az interfázisban részt vevő tubulusok kicserélődési dinamikáját. Míg előbbinek 15 mp/monomer körüli a kicserélődési frekvenciája, utóbbinak 3 perctől több óráig is terjedhet.

### Taposómalom mechanizmus
A dinamikus instabilitás mellett egy másik jellegzetesség az ún. taposómalom sajátság. A tubulusok két végére jellemző kritikus monomerkoncentráció eltérő, a gyors (+) végen ez rendszerint alacsonyabb, mint a lassú (–) végen. A gyorsan növő véghez egységnyi idő alatt annyi monomer asszociálódik, amennyi a lassan növő végen leválik, ezért a polimer hossza nem változik, de anyaga folyamatosan kicserélődik. Egy bizonyos koncentrációnál a tubulin egységek átáramlanak a tubuluson + végtől a –vég felé. Ez a jelenség megfigyelhető in vitro is, és alapvetően fontos a mitózisban és organellumok intracelluláris transzportja esetén.

### Mikrotubulusok felépülése
A sejten belül a mikrotubulus organizáló központ (MTOC) végzi a tubulusok összeszerelését. A legtöbb állati sejtben a MTOC egy jól körülírható képlet, mégpedig a nucleus közvetlen közelében helyeződő centroszóma. Ez a komplex struktúra két egymásra merőleges ún. centriolumból tevődik össze, melyet a γ-tubulin γ-tubulint tartalmazó pericentrioláris mátrix vesz körül (γ-tubulin-gyűrű komplex /γ-TuRC). A létrejövő mikrotubulusok negatív végeikkel kapcsolódnak a centroszomához.

#### Tubulin izoformák
Mind az α-, mind a β-tubulin – mint számos más intracelluláris kompartment – egy adott géncsalád által kódolt. Emlősökben az α-tubulinnak legalább 8, a β-tubulinnak pedig mintegy 10 izoformája található meg. Ezen széles előfordulásnak az oka még nem teljesen tisztázott, annyi azonban bizonyos, hogy az embriogenezis során több típusa is szerepet játszik a sejtszintű folyamatokban.
Egy adott mikrotubulus egy protofilamentje tartalmazhat eltérő izoformákból álló α és β tubulint egyaránt. Míg a C–terminális régió eléggé variábilis az izotípusok közt, bizonyos szekvenciák nagyon is állandósultak, legyen szó emberi vagy állati sejtekről. Úgy vélik, hogy az izoformák variációi mindenekelőtt a járulékos fehérjék szempontjából fontos, mint sem a polimerizációs metódus aspektusából. Felvetődött a kérdés továbbá, hogy milyen mechanizmusok kerülnek előtérbe a tubulin izoformák megváltozott expressziója során. A közelmúltból néhány tanulmány arra is rávilágított, hogy rákkezelés esetén a megváltozott β–tubulin expresszió nem befolyásolta érdemben a taxol érzékenységét. 
| Osztály   | Humán gén | Génkifejeződés |                                                      |
| --------- | --------- | -------------- | ---------------------------------------------------- |
| α-tubulin | 1         | TUBA1          | Széles spektrumú génexpresszió                       |
| α-tubulin | 2         | TUBA2          | Elsősorban az agyban                                 |
| α-tubulin | 3         | TUBA3          | Testis-specifikus                                    |
| α-tubulin | 4         | TUBA4          | Agy; izomszövet                                      |
| α-tubulin | 6         | TUBA6          | Kiterjedt génexpresszió                              |
| α-tubulin | 8         | TUBA8          | Szívizom; Egyéb izomszövet; testis                   |
| β-tubulin | I         | HM40           | Konstitutív; predomináns izotípus a legtöbb sejtben  |
| β-tubulin | II        | Hβ9            | Legtöbb izotípusa neuronokban található              |
| β-tubulin | IVa       | Hβ5            | Agyszövet-specifikus                                 |
| β-tubulin | IVb       | Hβ2            | Konstitutív magas szintű kifejeződés főleg testisben |
| β-tubulin | V         | nincs adat     | nincs adat                                           |
|           | 4Q        | TUBB8          | nincs adat                                           |

Az αβ tubulin géncsalád mellett felfedezték a tubulin szupercsaládnak további tagjait is, ezek az α-, β-, γ-, δ-, ε-, ζ-, η-tubulin. Ezek közül a γ- és η-tubulin flagellumok és ostorok működéséhez járulnak hozzá, a σ- és ε–tubulinról szóló kutatások még nagyon frissek, pontos működési mechanizmusuk még nem tisztázott. A γ-tubulin magasabb szintű működésben vesz részt, ui. közvetlen a centroszománál találhatók.

## Poszttranszlációs módosítás
Az α/β–tubulin heterodimer számos transzlációt követő módosításon esik át, mint acetiláció, tirozin–csoportok addíciója/elvétele, poliglutamiláció, zsírsav–kötés, stb. Mindezen módosulások – az acetiláció kivételével – a töltéstöbblettel rendelkező végeken jelentkezik, ahol pozíciójukat tekintve más fehérjékkel történő interakció könnyen létrejöhet. A jelenség néhány módosítást kivéve általános és egészen az eukaryota fajokig terjed (Giardia lambdia). A legtöbb α–tubulin sokszor az erősen konzervatív lizin oldallánc N–terminálisán acetilálódik. A rendezett struktúrájú tubulusokban nagyon gyakori, jóllehet a sejtben a tubulin acetilációjának szabályzása szigorú rendben zajlik. Az ún acetiláz/deacetiláz enzimcsalád még a mai napig is felátratlan, egy–egy tagja – mint például a HDAC6 – bizonyosan a tubulin deacetiláz enzimcsoport tagja. Az említett enzim működését tanulmányozhatjuk in vitro is. Kísérletek alapján tudható, hogy a HDAC–6 túlexpresszált formái, emlősállatok sejtjeiben a tubulin deacetilációját idézik elő. Ugyanezen típus gátlása a tubulin acetilációjának kedvez.

## Szerepük a sejtben

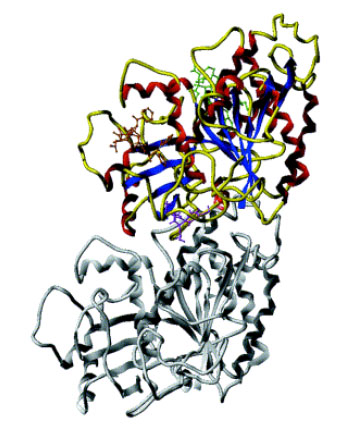
Vinblastin (zöld), paclitaxel (narancs) és kolchicin (rózsaszín) bekötési helyei tubulin dimer esetén (hipotetikus vázlat)

### Sejtosztódás
A sejtosztódás kezdetén, a profázis elején a centroszomák már repikálódnak, a mikrotubulusok csillagalakban rendeződnek. A prometafázis elején ezek eltávoldnak egymástól és a bipoláris mitotikus orsót alkotják. Ezt három típusú mikrotubulus képezi, az asztrális típus a pólusok elválasztásában játszik szerepet, a polárisak stabilizálják az orsót, a kinetochor mikrotubulusok a centroszomákat kapcsolják a pólusokhoz.
Amint a kinetochorok az ellentett pólusokhoz csatlakoznak, a kromoszómákat a leánysejtek irányába húzzák. A mikrotubulusok aszimmetriájából következő felhalmozódó erőtöbblet nagyban elősegíti például ebben az esetben a kromoszómák átkerülését az utódsejtekbe. A kromoszómák és a tubulusok csatlakozásánál feszültség jelentkezik, melynek hiánya helytelen kapcsolódást idézhet elő. Úgy gondolják, hogy a kromoszómák kinetochor régiója és a mikrotubulusok plusz vége között dinamikus erőhatás jön létre, melyben a tubulin alegységek felépülése és szétszerelődése egymást követi. A tenzió, amelyet a kinetochor régiók között lehet tapasztalni valószínűleg az egyes tubulusok egymásra gyakorolt aktív dinamikus viselkedésével magyarázható. Emellett a folyamat irányítása részben a mikrotubulusokhoz kapcsolt motorfehérjék működésének eredményeképp megy végbe. Ilyenek a stathmin és a KinI (kinetochor/XKCM1), ennek ellenfaktorai pedig a MAP fehérjék, melyek stabilizálják a tubulusokat.

### Intracelluláris transzport
Információ és anyagáramlás a sejten belül, melyet az ismert dinein és kinezin nevű motorfehérjék katalizálnak. A dineinek mínusz–vég irányítású motorproteinek, a kinezinek plusz–vég irányításúak. Mind a két mozgás ATP–igényes és lépésszerű haladást bíztosít a mikrotubulusok mentén. A dineinhez az ER/Golgi-komplexek, endoszómák, viriális kapszidok, kromoszomák transzportja tartozik. A dinein kofaktora gyakran a dinaktin, mely egy adapter jellegű molekula és a kapcsolódást segíti elő a transzporthoz. A dinaktin két doménnel rendelkezik, egy merev, filamentózus résszel, amely kovalens és más kötésekkel kapcsolódik a szállítandó kompartmenthez, és egy hajlékony doménnel, ami a dineinhez kötődik. A dinein és a dinaktin kölcsönhatását a dinamitin segíti elő.
A kinezin a mikrotubulusok (+) vége felé közvetít, gyakran a sejtperiférián találhatók és jellegzetesen mitokondriumokat és tumor szupresszor fehérjéket szállítanak. Néhány felfedezett tagja ennek a családnak például a KifIB és Kif5B fehérjék. Kofaktorai közé tartozik a tau fehérje, amely azonban mikrotubulus–asszociált fehérje, melynek gátlása az ER rendellenes kiépülését és működését idézheti elő. 

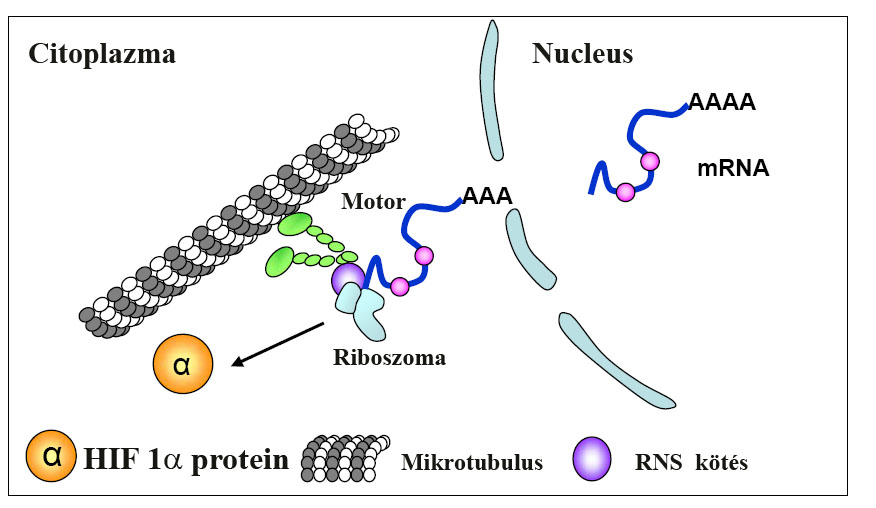
Mikrotubulus-függő HIF-1α transzlációja (vázlat)

### Mikrotubulusok szerepe a fehérjetranszláció szabályzásában
A citoszkeleton és a hozzá kapcsolódó asszociált fehérjék funkcionális jelentősége egyre inkább érthetővé válik amint a kísérleti eredmények és az elméleti háttér a tudományos felfedezések nyomán összhangba kerül. Ilyen mérföldkőnek számított az aktin és mikrotubulus hálózat ismertté vált szerepe az RNS lokalizációjában (horgony szerep). Úgy gondolják, hogy a celluláris mRNS és poliszoma mennyiségnek 15–30%–a asszociált a citoszkeletonhoz és feltételezhető, hogy immunhisztológiai és biokémiai jelentősége is van a citoszkeleton hálózat struktúrájának egy–egy sejt esetén. Néhány mRNS típusról – mint a c–myc, ciklin–A illetve hiszton H4 – kiderült hogy nagy hányaduk citoszkeleton asszociált poliszomákhoz kötött.
Az mRNS és a citoszkeleton kölcsönhatása az RNS részéről specifikus szekvenciák révén valósul meg, mint a 3’UTR. Korábban feltételezték, hogy az RNS közvetlen is kötődhet a mikrotubulushoz, de valószínűbb, hogy a két egység közti mediátor funkciót betöltő fehérjék játszanak ebben szerepet. Ilyenre példa a TB–RBP (testis brain RNA binding protein), a ZBP–1 (Z–DNA binding protein) és a hnRNP (heterogenous nuclear ribonucleoproteins). Közelmúltbeli vizsgálatok alapján tudható, hogy mediátor fehérjék működését hogyan befolyásolják kóros fiziológiai hatások. Ilyen például a tartós hipoxia gátló hatása a CAP–függő transzláció folyamatára (l. Lang és mts–ai.).

## Mikrotubulust célzó targeting mechanizmus

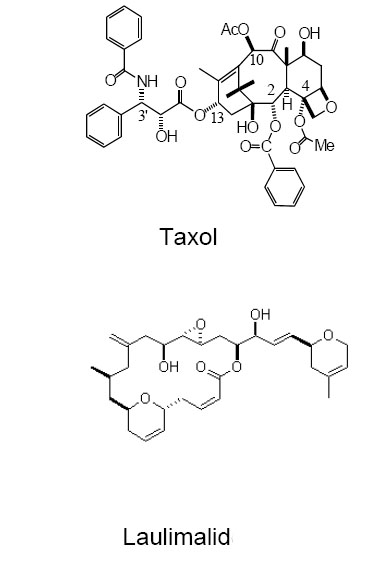
Taxol és a laulimalid szerkezeti képlete (mikrotubulus polimerizációs szerek)

A megfelelő anyagok mindenekelőtt a sejtciklus G2/M fázisát célozzák meg, ezért gyakran anti–mitotikus szereknek is nevezik. A tubulinnak eddig 5 ismert aktív kötőhelye ismert.
- Taxán kötőhely: β–tubulinnál található, elsődleges hatása a mikrotubulus rendszer stabilizálása. A csoport első ismert tagja a taxol volt, illetőleg ebbe a kategóriába tartozik továbbá a discodermolid, az eluterobin és a sarcodictin.
- Kolchicin kötőhely: destabilizálják a mikrotubulus felépítményt, ilyen módon polimerizálatlan tubulin dimerekhez kötődik (Cys–b239 oldallánc).
- Vinca alkaloid kötőhely: specifikus szerei a vinblastin és vincristin – melyek elsőrendűen sejtosztódás gátló hatásúak – csaknem 40 éve ismertek és először a Catharanthus roseus fajból izolálták. Leukémia, limfómák esetében használják.

| Sejtvonal                                   | Tubulin mutáció | Rezisztencia faktor | Kereszt-rezisztens komponens |
| ------------------------------------------- | --------------- | ------------------- | ---------------------------- |
| 1A9PTX10 (méh karcinóma)                    | βPhe270Val      | TAXOL 24 (115)      | Docetaxol 4,2                |
| 1A9PTX10 (méh karcinóma)                    | βPhe270Val      | TAXOL 24 (115)      | MAC 321 3,4                  |
| 1A9PTX10 (méh karcinóma)                    | βPhe270Val      | TAXOL 24 (115)      | EpoA                         |
| 1A9PTX10 (méh karcinóma)                    | βPhe270Val      | TAXOL 24 (115)      | Vinblasztin                  |
| KB 3-1/KB-15-PTX/099 (edidermoid karcinóma) | Asp 26 Glu      | TAXOL 18 (117)      | Taxoter 10                   |
| A549-T24 (tüdőrák)                          | αSer379 Ser/Arg | 17 (130)            | Vinblasztin 1,4              |
| A549-T24 (tüdőrák)                          | αSer379 Ser/Arg | 17 (130)            | Vinkrisztin 1,3              |
| dEpoB60 (CCRF-CEM leukémia)                 | βAla231 Ala/Thr | dEpoB 60            | Taxol 26                     |
| dEpoB60 (CCRF-CEM leukémia)                 | βAla231 Ala/Thr | dEpoB 60            | EpoB (n.a.)                  |
| dEpoB60 (CCRF-CEM leukémia)                 | βAla231 Ala/Thr | dEpoB 60            | Vinblasztin 0,58             |
| dEpoB60 (CCRF-CEM leukémia)                 | βAla231 Ala/Thr | dEpoB 60            | Kolchichin                   |